# Возвратная пружина

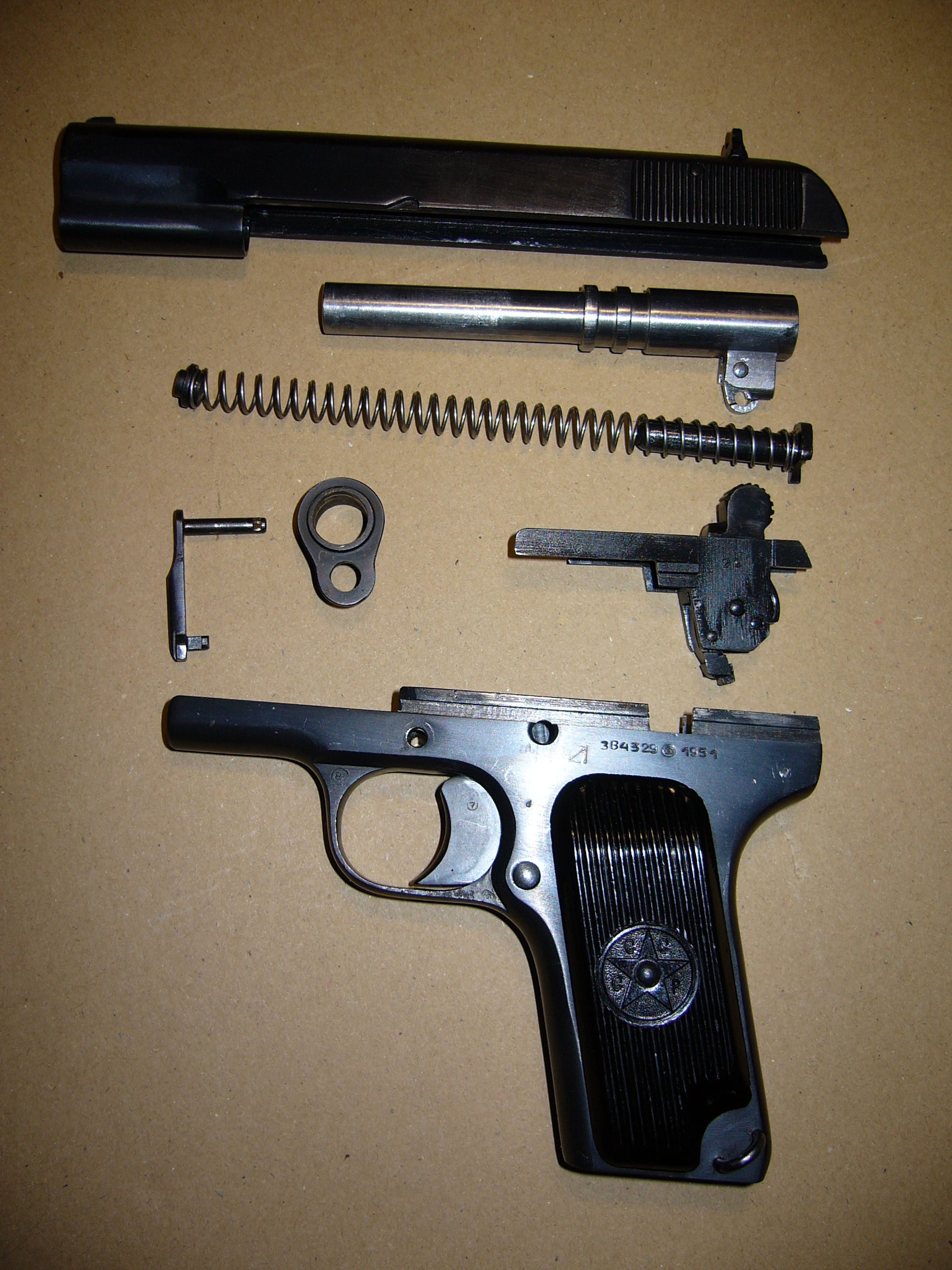
Неполная разборка пистолета ТТ. Возвратная пружина с направляющей втулкой — третья сверху деталь.

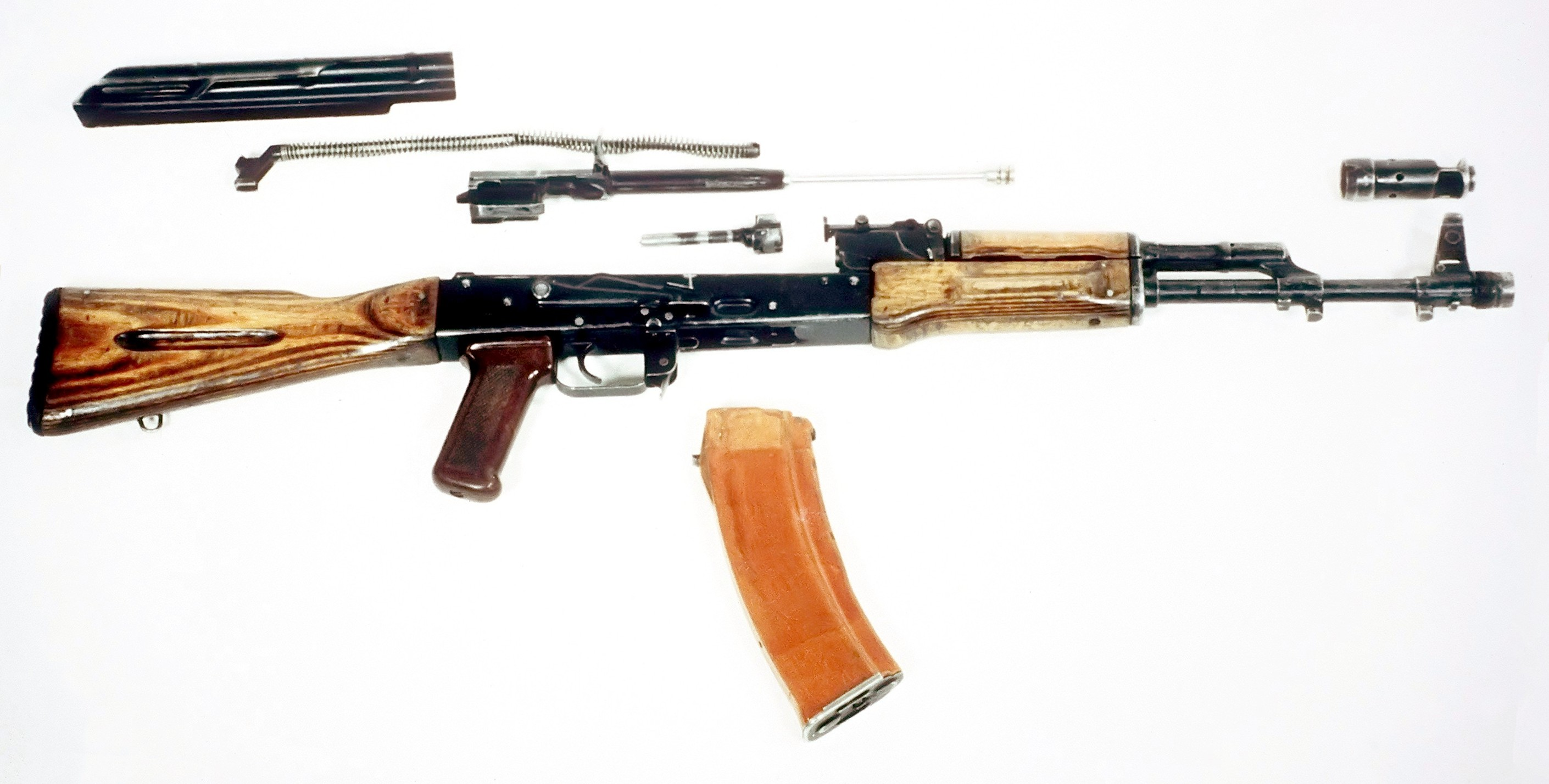
Автомат АК74. Возвратная пружина с направляющим штоком — вторая сверху деталь.

Возвра́тная пружи́на — пружина в механизме автоматического оружия, предназначенная для возврата подвижных частей оружия — затвора, в некоторых системах также ствола и газового поршня — в исходное положение после выстрела. В подавляющем большинстве образцов оружия представляет собой витую цилиндрическую пружину, работающую на сжатие, однако встречаются системы с пластинчатой (ранние варианты пистолета Люгера) или спиральной (ручной пулемет Льюиса обр. 1915 г.) возвратной пружиной.
В ряде систем возвратная пружина одновременно служит боевой и в этом случае называется возвратно-боевой (например, в большинстве пистолетов-пулеметов).